# Insurgency
Insurgency es un videojuego táctico multijugador de disparos en primera persona desarrollado y publicado por New World Interactive. Es una secuela independiente de Insurgency: Modern Infantry Combat, un mod creado por la comunidad para el motor Source de Valve. El juego fue publicado para Microsoft Windows, OS X y Linux el 22 de enero de 2014.

## Objetivo
El objetivo de Insurgency varía según el modo de juego.

### Modos de juego
Hay un total de nueve modos de juego multijugador (ambos equipos con jugadores en línea) y cinco modos cooperativos (un equipo con jugadores y el otro con bots):
Modos multijugador
- Push: el equipo atacante debe capturar tres objetivos en orden secuencial. Por cada objetivo capturado, están disponibles más refuerzos y se obtiene más tiempo para capturar el siguiente objetivo. Los defensores deben proteger los objetivos de los atacantes. Si los atacantes pueden capturar los tres objetivos, deben encontrar y destruir las reservas de armas y municiones. En este punto, los defensores tienen sólo una vida para defenderse de los atacantes. El juego termina cuando uno de los dos equipos se queda sin refuerzos y jugadores.
- Firefight: Ambos equipos luchan entre sí para capturar los tres objetivos territoriales. Cada jugador tienen solo una vida y sólo puede reaparecer cuando su equipo captura un objetivo. Un equipo gana cuando captura los tres objetivos o cuando elimina al otro equipo entero.
- Skirmish: Como en Firefight, hay tres objetivos territoriales que ambos equipos deben capturar. Cada equipo tiene también una reserva de armas que proteger. Si las reservas de armas de ambos equipos son destruidas, la partida se juega como en Firefight. Para ganar, se debe destruir la reserva y capturar los tres objetivos.
- Occupy: Cada equipo tiene una cantidad determinada de oleadas de refuerzo. Hay un objetivo territorial central que el equipo debe capturar. El equipo que está en posesión del objetivo central tendrá oleadas de refuerzos infinitas. El juego es ganado cuando el equipo rival agota sus oleadas de refuerzos, y no tiene más jugadores.
- Ambush: Un equipo tiene un VIP y debe escoltarlo hasta el punto de extracción, mientras que el otro equipo debe evitar que lo alcance. La partida finaliza cuando el VIP alcanza el objetivo o cuando es asesinado.
- Strike: El equipo atacante debe destruir las tres reservas de armas del equipo defensor. Por cada reserva que los atacantes destruyan, reciben refuerzos y tiempo adicional. La partida finaliza cuando el equipo atacante se queda sin refuerzos y jugadores, o cuando las tres reservas son destruidas.
- Elimination: El equipo atacante debe destruir uno de las dos reservas de armas pertenecientes al equipo defensor. Cada jugador sólo tiene una vida. El juego termina cuando una de las reservas es destruida, o cuando todo el equipo atacante es eliminado.

Modos cooperativos
- Checkpoint: Los jugadores están en un equipo y deben completar los objetivos peleando contra los bots. Cada vez que se completa un objetivo, los jugadores caídos re-ingresan al juego.
- Hunt: Los jugadores están agrupados en un equipo y deben eliminar al grupo entero de bots. Cada jugador tiene solo una vida. El juego termina como todos los insurgentes han muerto y se han destruido todos las reservas de armas.
- Survival: Los jugadores son insurgentes que deben sobrevivir a oleadas de fuerzas de seguridad cada vez más difíciles. Con cada oleada que se supera, los jugadores obtienen puntos de suministros adicionales para comprar armas y modificaciones más potentes. Los jugadores muertos reviven al final de cada oleada.
- Outpost: Los jugadores están agrupados en un equipo y deben proteger sus reservas de armas de las fuerzas adversarias. Con cada oleada exitosa, se obtienen refuerzos.
- Conquer: Los jugadores deben capturar y defender los objetivos de las fuerzas adversarias. La destrucción de las reservas de armas del adversario reduce su número.[1]

### Mecánica
Una de las características definitorias de Insurgency es su juego duro. Al contrario que otros juegos en primera persona, Insurgency tiene un HUD muy simple, y carece de una mira virtual, indicadores de salud y municiones, y minimapas. Además, todas las armas matan instantáneamente con un disparo en la cabeza. Esto agrega un considerable nivel de dificultad para los jugadores.
Al comienzo de cada partida, los jugadores pueden elegir la clase y seleccionar una variedad de armas y tienen disponibles una cierta cantidad de puntos de suministro para usar en la compra de armas y modificaciones.

## Desarrollo
Inspirados por la buena acogida de Insurgency: Modern Infantry Combat, un mod para Half-Life 2, se puso en desarrollo una secuela. En julio de 2012, se lanzó una campaña en Kickstarter Insurgency, con una meta de $180.000. La campaña fracasó con sólo el 37% del objetivo recaudado. Después de múltiples obstáculos, como la constante falta de fondos, el juego fue finalmente lanzado en Steam para acceso anticipado en marzo de 2013. Durante los 10 meses disponibles para acceso anticipado, los desarrolladores de Insurgency tuvieron contacto con la comunidad y actualizaron el juego completamente. Fue lanzado oficialmente el 22 de enero de 2014.

## Recepción
Insurgency se encontró, en general, con buenas críticas. Metacritic, quien califica con una escala de 100 puntos, le dio a Insurgency un 74. IGN lo calificó con un 7,5 de 10, Hooked Gamers lo puntuó con un 9 de 10, y PC Gamer le dio un 77.

### Ventas
En julio de 2017, había aproximadamente 3,73 millones de  propietarios de Insurgency en Steam. De acuerdo a Andrew Spearin, el director creativo de New World Interactive, se vendieron unas 400.000 copias en los primeros ocho meses en Steam.